# 新界區專線小巴113線
新界區專線小巴113線是香港一條專線小巴路線，由冠榮車行旗下騰寶興業有限公司營辦，循環來往峻瀅及坑口，收費為$6.0。
此線為現時香港境內第一一條採用LED報站器及錄音報站的專線小巴路線，部份用車更設有車門伸縮踏板。

## 歷史
本路線提供峻瀅、日出康城首都、百勝角往來坑口（將軍澳醫院）、厚德商場及港鐵坑口站循環專線小巴服務，是2014年6月6日運輸署公開招標6組共8條專線小巴新路線的經營權的其中一組路線，此路線自成一組承投。
2015年2月11日，此路線投入服務。
2019年1月13日，路線加價，尾班車延長至23:30。

## 行車路線
- 途經：石角路、環保大道、昭信路、寶寧路、常寧路、重華路、培成路、銀澳路、昭信路、環保大道及石角路

| 峻瀅開出 | 峻瀅開出             | 峻瀅開出 |
| 序號     | 車站名稱             | 街道     |
| -------- | -------------------- | -------- |
| 1        | 峻瀅                 | 峻瀅     |
| 2        | 將軍澳基本污水處理廠 | 石角路   |
| 3        | 日出康城首都         | 環保大道 |
| 4        | 百勝角               | 環保大道 |
| 5        | 清水灣半島           | 環保大道 |
| 6        | 煜明苑               | 昭信路   |
| 7        | 明德邨               | 寶寧路   |
| 8        | 重華路               | 重華路   |
| 9        | 煜明苑               | 銀澳路   |
| 10       | 蓬萊路               | 環保大道 |
| 11       | 百勝角               | 環保大道 |
| 12       | 日出康城首都         | 環保大道 |
| 13       | 捷和神鋼製鋼廠       | 石角路   |
| 14       | 峻瀅                 | 峻瀅     |

## 用車
此路線共使用10輛豐田Coaster公共小巴行走。

## 營運狀況
此路線來往峻瀅和坑口一帶，車程只需約7分鐘，而因為峻瀅的位置與港鐵站有段距離，峻瀅居民皆依靠小巴為對外出入。此路線的既定班次雖為10至15分鐘一班，但有居民指，由於營辦商在假日時需要調動車輛前往西貢接載遊容，使脫班情況頻密；也有居民指駕駛此路線的小巴司機態度惡劣。
此路線自2015年2月投入服務以來，逾3年未有調整收費（$5.7），故而在2018年提出加價至$6.3，加幅為10.5%；運輸署則在當年8月建議加價至$6，加幅為5.3%。有峻瀅居民將當時的車費與區內其他路線的車費比較，並認為路線車費已算是高，加價並不合理，甚至應該減價。最後本路線按原定計劃加價至$5.9，於2019年1月實施，並會於3個月後再進一步加至$6。

### 腳註
1. 1 2 3  呂諾君. . 香港01. 2018-09-03  [2018-12-23]. （原始内容存档于2018-09-05）.
2. ↑  .   [2017-07-23]. （原始内容存档于2017-03-21）.
3. ↑  第3301號公告：〈九龍及新界的公共小巴（專線）路線組別〉 （页面存档备份，存于），《香港特別行政區政府憲報》第18卷第23期，2014年6月6日。
4. ↑  香港運輸署交通通告，〈開辦新界專線小巴第113號（峻瀅－坑口（循環線）） （页面存档备份，存于）〉，2015年2月5日。
5. ↑  《小巴net》第21期（2015年3月） （页面存档备份，存于）第9頁
6. ↑  .   [2017-08-11]. （原始内容存档于2019-03-23）.
7. ↑  .   [2019-04-15]. （原始内容存档于2019-02-13）.
8. ↑  區禮城. . 香港01. 2019-01-13  [2019-04-15]. （原始内容存档于2019-01-14）.

### 外部連結
- 小巴薈：新界區專線小巴113號線 （页面存档备份，存于）
- i-busnet.com：新界專綫小巴113線 （页面存档备份，存于）
- 681巴士總站 （页面存档备份，存于）